# Compus de șase antiprisme pentagonale
În geometrie compusul de șase antiprisme pentagonale este un compus poliedric uniform realizat dintr-un aranjament simetric de 6 antiprisme pentagonale.
Are indicele de compus uniform UC27.

## Construcție
Poate fi construit prin înscrierea unei antiprisme pentagonale într-un icosaedru în fiecare dintre cele șase moduri posibile și apoi rotind fiecare cu 36° în jurul axei sale (care trece prin centrele a două fețe pentagonale opuse).
Are în comun aranjamentul vârfurilor cu compusul de șase retroprisme pentagramice.

## Mărimi asociate

### Coordonate carteziene
Coordonatele carteziene ale vârfurilor acestui compus sunt toate permutările ciclice ale
{\displaystyle (\,\pm (3+4\varphi ),\,0,\,\pm (4-3\varphi )\,)}
{\displaystyle (\,\pm (2-4\varphi ),\,\pm 5\varphi ,\,\pm (1-2\varphi )\,)}
{\displaystyle (\,\pm (2+\varphi ),\,\pm 5,\,\pm (4+2\varphi )\,)}
unde {\displaystyle \varphi ={\frac {1+{\sqrt {5}}}{2}}} este secțiunea de aur.

### Volum
Următoarea formulă pentru volum V este stabilită pentru lungimea laturilor tuturor poligoanelor (care sunt regulate) a:
{\displaystyle V=5+2{\sqrt {5}}\,a^{3}\approx 9,472136~a^{3}.}